# California 37
California 37 is het zesde studioalbum van de Amerikaanse band Train. Het album werd uitgebracht op 13 april 2012, ongeveer drie maanden na de eerste single Drive by.

## Achtergrond
Train nam het album op in San Francisco en Los Angeles met Butch Walker en Espionage. Het grootste gedeelte van het schrijven van de liedjes was gedaan tijdens de tour horende bij het vorige album Save Me, San Francisco.
"Drive by" werd gekozen als leadsingle voor California 37. Het werd wereldwijd uitgebracht op 10 januari 2012. De single behaalde de platinastatus in Australië en Nieuw-Zeeland. De videoclip werd uitgebracht op YouTube op 15 februari 2012. "Feels Good at First" werd uitgebracht op single op 21 maart 2012. Het was exclusief uitgebracht op iTunes als 'pre-orderbonus'.
Op 11 juni 2012 werd 50 Ways to Say Goodbye uitgebracht als de tweede albumsingle. David Hasselhoff speelt mee in de bij deze single horende videoclip. Als derde single werd Bruises gekozen. Bruises werd uitgebracht op 9 november 2012 in verschillende versies; het lied is een duet en voor verschillende landen werden andere zangeressen gekozen. De originele, Amerikaanse versie is met Ashley Monroe. In Canada werd het nummer uitgebracht in het Frans en in het Engels met Marilou als zangeres en in Australië met Delta Goodrem. De vierde single was Mermaid en werd uitgebracht op 27 december 2012.

## Ontvangst
California 37 kreeg gemengde recensies van muziekcritici. Het album kreeg een Metacritic-score van 53 op een schaal van 0 tot 100, gebaseerd op 6 recensies. Het album debuteerde op plek 10 in de albumhitlijst van het Verenigd Koninkrijk. Dit was de hoogste positie van de band sinds Drops of Jupiter, welke in 2001 plek 8 behaalde. In de Verenigde Staten debuteerde California 37 op plek 4 van de Billboard 200.

## Tracklist
| Nr. | Titel                             | Schrijver(s)                                                 | Producer(s)                               | Duur |
| --- | --------------------------------- | ------------------------------------------------------------ | ----------------------------------------- | ---- |
| 1.  | This'll Be My Year                | Pat Monahan, Butch Walker, Sam Hollander, Dave Katz          | Butch Walker                              | 3:30 |
| 2.  | Drive By                          | Monahan, Espen Lind, Amund Bjørklund                         | Espionage, Butch Walker (add.)            | 3:16 |
| 3.  | Feels Good at First               | Monahan, Allen Shamblin                                      | Butch Walker                              | 3:02 |
| 4.  | Bruises (featuring Ashley Monroe) | Monahan, Lind, Bjørklund                                     | Espionage, Butch Walker (add.)            | 3:52 |
| 5.  | 50 Ways to Say Goodbye            | Monahan, Lind, Bjørklund                                     | Espionage, Butch Walker (add.)            | 4:08 |
| 6.  | You Can Finally Meet My Mom       | Monahan, Jerry Becker                                        | Butch Walker                              | 4:40 |
| 7.  | Sing Together                     | Monahan, Lind, Bjørklund                                     | Espionage, Butch Walker (add.)            | 3:26 |
| 8.  | Mermaid                           | Monahan, Lind, Bjørklund, Tor Erik Hermansen, Mikkel Eriksen | Espionage, Butch Walker (add.)            | 3:17 |
| 9.  | California 37                     | Monahan, Gregg Wattenberg, Diji Parq                         | Butch Walker, Gregg Wattenberg, Diji Parq | 2:13 |
| 10. | We Were Made for This             | Monahan, Walker                                              | Butch Walker                              | 4:04 |
| 11. | When the Fog Rolls In             | Monahan, Wattenberg                                          | Butch Walker                              | 4:22 |

| Nr. | Titel       | Schrijver(s)          | Producer(s)  | Duur |
| --- | ----------- | --------------------- | ------------ | ---- |
| 12. | To Be Loved | Monahan, David Hodges | David Hodges | 3:41 |

| Nr. | Titel                                            | Schrijver(s)                                                           | Producer(s)  | Duur |
| --- | ------------------------------------------------ | ---------------------------------------------------------------------- | ------------ | ---- |
| 12. | To Be Loved                                      | Monahan, Hodges                                                        | David Hodges | 3:41 |
| 13. | This'll Be My Year (Live from San Francisco)     | Monahan, Walker, Hollander, Katz                                       |              | 3:38 |
| 14. | Save Me, San Francisco (Live from San Francisco) | Monahan, Hollander, Katz                                               |              | 4:46 |
| 15. | Drops of Jupiter (Live from San Francisco)       | Monahan, Charlie Colin, Jimmy Stafford, Rob Hotchkiss, Scott Underwood |              | 5:18 |

| Nr. | Titel                                                        | Duur |
| --- | ------------------------------------------------------------ | ---- |
| 1.  | 50 Ways to Say Goodbye (Music video)                         | 4:45 |
| 2.  | Drive By (Music video)                                       | 3:42 |
| 3.  | 50 Ways to Say Goodbye (Behind the Scenes)                   | 3:29 |
| 4.  | Drive By (Behind the Scenes)                                 | 3:13 |
| 5.  | Drive By (Live from San Francisco)                           | 4:02 |
| 6.  | Bruises (featuring Megan Slankard (Live from San Francisco)) | 3:50 |
| 7.  | Hey, Soul Sister (Live from San Francisco)                   | 4:22 |

## Release
| Land                | Datum            | Format       | Label                        | Editie           |
| ------------------- | ---------------- | ------------ | ---------------------------- | ---------------- |
| Australië           | 13 april 2012    | Cd, download | Columbia Records, Sony Music | Standaard editie |
| Duitsland           | 13 april 2012    | Cd, download | Columbia Records, Sony Music | Standaard editie |
| Ierland             | 13 april 2012    | Cd, download | Columbia Records, Sony Music | Standaard editie |
| Verenigd Koninkrijk | 15 april 2012    | Cd, download | Columbia Records, Sony Music | Standaard editie |
| Verenigde Staten    | 17 april 2012    | Cd, download | Columbia Records, Sony Music | Standaard editie |
| Verenigde Staten    | 8 mei 2012       | Lp           | Columbia Records, Sony Music | Standaard editie |
| Duitsland           | 30 november 2012 | Cd, download | Columbia Records, Sony Music | Deluxe-editie    |
| Verenigd Koninkrijk | 3 december 2012  | Cd, download | Columbia Records, Sony Music | Deluxe-editie    |